# P. N. Patti
P. N. Patti è una suddivisione dell'India, classificata come town panchayat, di 23.268 abitanti, situata nel distretto di Salem, nello stato federato del Tamil Nadu. In base al numero di abitanti la città rientra nella classe III (da 20.000 a 49.999 persone).

## Geografia fisica
La città è situata a 11° 47' 60 N e 77° 50' 21 E.

## Società

### Evoluzione demografica
Al censimento del 2001 la popolazione di P. N. Patti assommava a 23.268 persone, delle quali 12.208 maschi e 11.060 femmine. I bambini di età inferiore o uguale ai sei anni assommavano a 2.683, dei quali 1.447 maschi e 1.236 femmine. Infine, coloro che erano in grado di saper almeno leggere e scrivere erano 14.731, dei quali 8.751 maschi e 5.980 femmine.